# I Popolari di Italia Domani
Ludowcy Włoch Jutra (I Popolari di Italia Domani, PID) – włoska chrześcijańsko-demokratyczna partia polityczna powołana w 2010.
Partię 28 września 2010 utworzyła grupa polityków należących dotąd do Unii Chrześcijańskich Demokratów i Centrum na czele z pięcioma posłami do Izby Deputowanych XVI kadencji (reprezentującymi głównie Sycylię, w tym Calogero Mannino i Francesco Saverio Romano). Deklarowanym powodem opuszczenia UDC była niechęć do popierania regionalnego sycylijskiego rządu Raffaele'a Lombardo, a także głosowanie za wotum zaufania dla centralnego gabinetu Silvia Berlusconiego. Nową formację wsparł były prezydent Sycylii Salvatore Cuffaro, przeszła do niej większość regionalnych parlamentarzystów UDC. Partia nawiązała współpracę z ugrupowaniem My Południe, współtworząc 20 października 2010 federacyjną grupę poselską. W 2012 partia zaprzestała faktycznej działalności, współtworząc przekształconą później w jednolite ugrupowanie formację Cantiere Popolare. W 2013 lider PID został posłem z ramienia Ludu Wolności.